# باراباس (رمان)
باراباس (به انگلیسی: Barabbas) رمانی است که توسط پار لاگرکویست، نویسندهٔ اهل سوئد نوشته شده‌است. این کتاب یکی از آثار مشهور ادبی جهان است.
باراباس برگرفته از نام برده ای است که همزمان با به صلیب کشیده شدن مسیح آزاد گردید.